# Tałałajiwka
Tałałajiwka – osiedle typu miejskiego w obwodzie czernihowskim na Ukrainie, siedziba władz rejonu tałałajiwskiego.

## Historia
Osada założona w 1877, status osiedla typu miejskiego od 1958.
W 1989 liczyło 5771 mieszkańców.
W 2013 liczyło 5071 mieszkańców.
W 2018 liczyło 4842 mieszkańców.